# Devlet Bahçeli
Devlet Bahçeli (Osmaniye, 1 de janeiro de 1948) é um político turco que é o presidente do Partido da Ação Nacionalista (MHP) desde 6 de julho de 1997.
Foi académico da área de economia na Universidade Gazi em Ancara até 1987, ele foi vice-primeiro-ministro durante coalizão governamental de Bülent Ecevit (1999-2002). Foi eleito pela província de Osmaniye e ele é deputado na Grande Assambleia Nacional da Turquia desde 22 de julho de 2007.

## Educação e trabalho
Nascido no distrito rural de Bahçe na província de Osmaniye, Bahçeli frequentou a escola primária lá. Ele transladou-se a Istambul para fazer a secundária. Bahçeli recebeu a sua educação superior de uma academia cientifica em Ancara e o seu doutoramento na Universidade Gazi em Ancara. Bahçeli serviu como leitor em economia na Universidade Gazi antes de começar a sua carreira política em 1987.

## Carreira política
Em 1987, Devlet Bahçeli tornou-se membro do MÇP, o qual foi renomeado para MHP. Depois da morte do fundador e líder do partido Alparslan Türkeş, ele tornou-se líder do MHP. De 1999 a 2002, Bahçeli serviu como vice-primeiro-ministro durante coalizão governamental de Bülent Ecevit (1999-2002).

### Eleições
Nas eleições gerais de 2007, Devlet Bahçeli liderou a lista do MHP para a província de Osmaniye. A sua lista parlamentária conseguiu 44,90% (99.565 votos) e ganhou duas das quatro cadeiras provinciais.
Nas eleições gerais de 2011, Devlet Bahçeli liderou novamente a lista do MHP para a província de Osmaniye. A sua lista parlamentária conseguiu 41,22% (110.708 votos) e ficou uma vez mais com dois dos quatro assentos provinciais.
Nas eleições gerais de junho de 2015, Devlet Bahçeli conseguiu a nível nacional 16,5% dos votos e nas de novembro do mesmo ano votou nele (a nível nacional também) 12% do eleitorado.

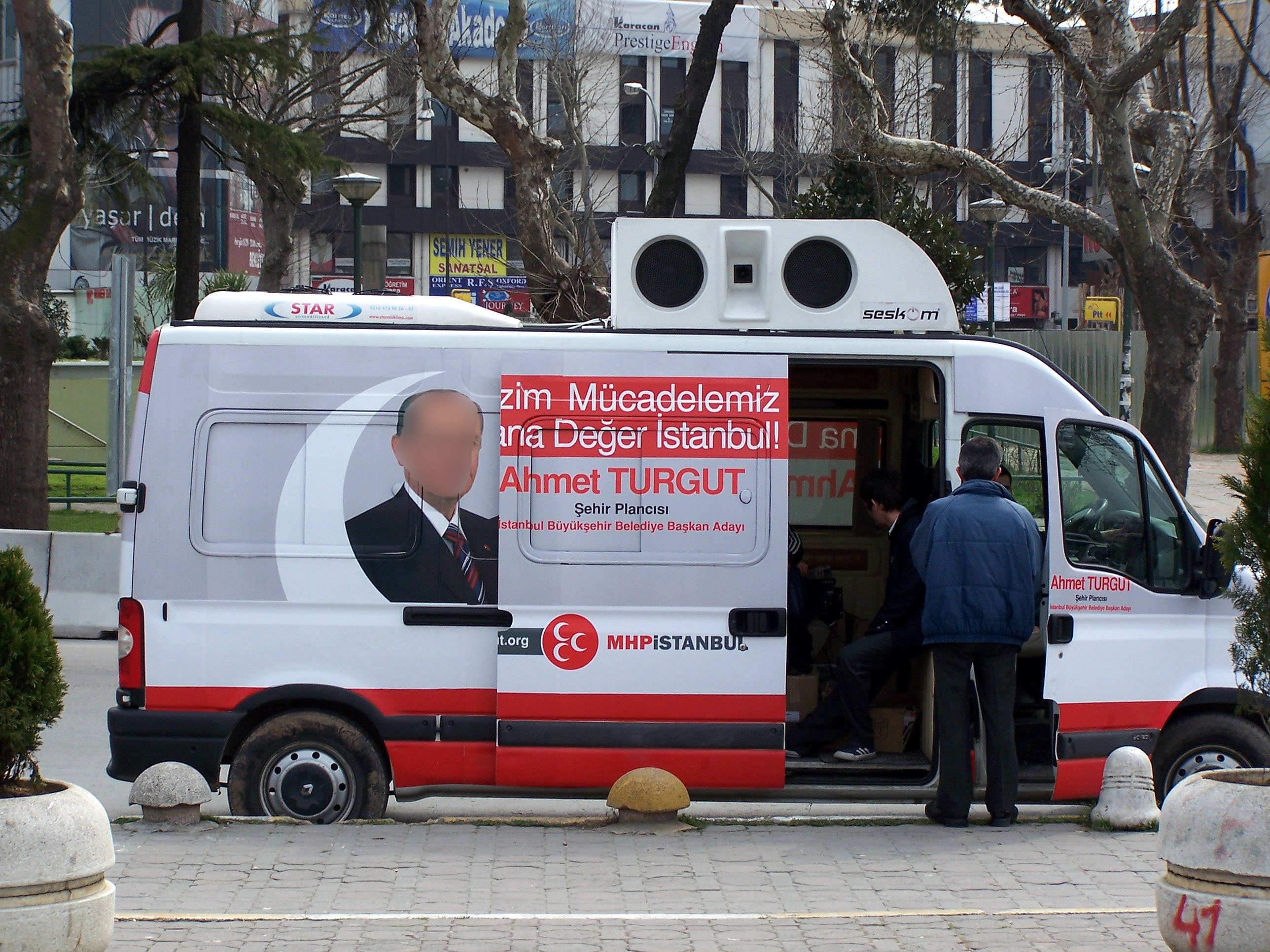
Carrinha da propaganda eleitoral antes das eleições municipais em Kadıköy, Istambul.